# Helmut Schiller
Helmut Schiller (* 1938 in Jena) ist ein deutscher Autor, der hauptsächlich Romane schreibt, aber auch Dokumentationen verfasste.

## Leben
Helmut Schiller studierte 1957/58 Philosophie in Ost-Berlin und ab 1960 Journalistik in Leipzig, brach das Studium aber beide Male ab. Dazwischen liegen zwei Jahre Wehrdienst in der NVA. Mit dem späteren Schriftsteller Harald Gerlach trampte er  nach der Flucht in den Westen im Frühjahr 1961 per Anhalter durch Westeuropa. Zurück im Osten, arbeitete er in einer Kiesgrube in Erfurt, dann mehrere Jahre in einem Verlag in Jena.
1965 bis 1969 absolvierte er ein Lehrerstudium an der Universität Leipzig und war Deutschlehrer an verschiedenen Schulen. Nach dem Ausstieg aus dem Lehrerberuf war er von 1986 bis 2001 Mitarbeiter der Deutschen Zentralbücherei für Blinde in Leipzig.
Nach seinem Debütroman Antonias Vater 1989/1990 nahm er an einem einjährigen Sonderkurs für Autoren am Literaturinstitut Leipzig teil. Er lebt in Gerlingen bei Stuttgart.

## Werke
- Antonias Vater, Buchverlag Der Morgen 1989 – Roman, ISBN 3-371-00197-0
- Petting, Verlag am Park, Berlin 1999|Verlag am Park 1999 – Roman, ISBN 3-932180-85-2
- 100 Jahre DZB  Die wechselvolle Geschichte der ersten deutschen Blindenbücherei, Deutsche Zentralbücherei für Blinde zu Leipzig 1994 – Dokumentation, ISBN 3-7465-0056-7
- Eine Liebe im Krieg  Wie ich meine Großeltern Alfred und Josefa Schiller kennenlernte, FischerLautner Ditzingen 2010 – Dokumentation, ISBN 978-3-9810953-8-8
- Aufsteigende Mädchengeister, FischerLautner Ditzingen 2010 – Roman, ISBN 978-3-9814106-1-7
- Die kleinen Reisen des Achim Ansberg: Roman einer Jugend, FischerLautner Ditzingen 2011 – Roman, ISBN 978-3-9814106-5-5
- Taubendreck mit Pflegestufe, FischerLautner Ditzingen 2014 – Roman, ISBN 978-3-9814106-9-3
- Wildwuchs – Eine Kindheit in Köln, Michaela Kuzmanovic und Helmut Schiller, biografische Erzählung, FischerLautner Ditzingen 2016, ISBN 978-3-945718-04-9
- Aufhebung eines Lokalverbots, FischerLautner Ditzingen 2020 – Roman, ISBN 978-3-9457180-8-7

## Rezensionen
unter anderem in
- 1989 Neues Deutschland (30./31. Dezember)[4]
- 1989 Sonntag (Nr. 51/1989)
- 1989 Leipziger Volkszeitung (19. Juli)
- 1989 Sächsisches Tageblatt (22./23. Juli)
- 1989 Sächsische Zeitung (18. August)
- 1989 Junge Welt (15. September)
- 1999 Berliner Lesezeichen (November/Dezember)[5]
- 1999 Leipziger Volkszeitung (15. April)
- 2010 Ostthüringer Zeitung (27. November)
- 2014 Dijou (Ditzingen-Journal) (Nr. 20, Oktober/November)[6]